# Опошнянский поселковый совет (Зеньковский район)
Опошня́нский поселко́вый сове́т (укр. Опішнянська селищна рада) — входит в состав
Зеньковского района
Полтавской области
Украины.
Административный центр поселкового совета находится в 
пгт Опошня.

## Археология
Раннероменской этап, представленный культурой Новотроицкого и Опошнянского городищ, отделяет финал волынцевской культуры в начале IX века и начало позднероменской фазы роменской культуры.

## Населённые пункты совета
- пгт Опошня
- с. Васьки
- с. Ольховое
- с. Диброва
- с. Карабазовка
- с. Миськи Млыны
- с. Яблочное